# Hosokawa Takakuni

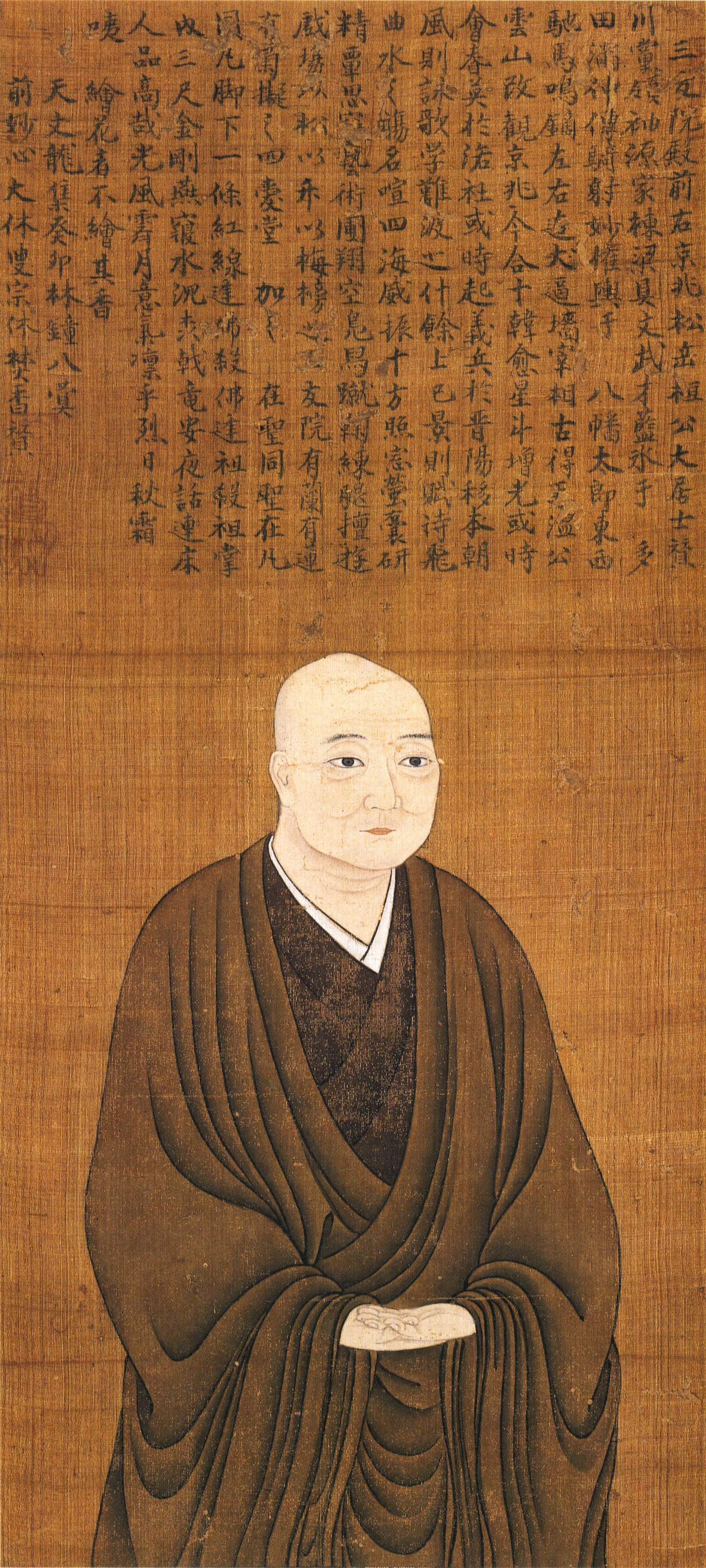
Hosokawa Takakuni

Hosokawa Takakuni (japanisch 細川 高國; geboren 1484; gestorben 17. Juli 1531) war ein Militärkommandeur in der Muromachi-Zeit Japans. Sein Vater war Hosokawa Masaharu, aus einer Linie des Hosokawa-Klans.

## Leben und Wirken
Hosokawa Takakuni, ein Sohn Hosokawa Masaharus, wurde wie Hosokawa Sumimoto (細川 澄元; 1489–1520) und Hosokawa Sumiyuki (澄之; † 1597) von Hosokawa Masamoto adoptiert. Takakuni hasste jedoch seinen Adoptivvater so sehr, dass er – als Ōuchi Yoshioki (大内 義興; 1477–1529) dafür sorgen wollte, dass Ashikaga Yoshitane sein Amt wieder zurückbekam – sich dieser Gruppe anschloss, die Masamoto als feindlich ansah. Sumimoto, der den Shōgun Ashikaga Yoshizumi unterstützte, wurde geschlagen und flüchtete in die Provinz Awa, während Yoshizumi sich 1508 in die Provinz Ōmi zurückzog.
1511 sandte Sumimoto seinen Verwandten Masakata aus, Kyōto einzunehmen. Aber dieser wurde geschlagen und nahm sich das Leben. Als Ōuchi Yoshioki 1518 in seine Provinz Suō zurückkehrte, übernahm Takakuni von ihm das Amt des  Kanryō. Als Takakuni 1519 von Sumimoto geschlagen wurde, zog er sich nach Ōmi zurück und bat Sasaki Sadayori (佐々木定頼; † 1525) um Hilfe. Er kehrte mit einer Armee zurück und brachte Sumimoto dazu, nach Awa zu fliehen.
Takakuni baute dann die Burg Amagasaki in der Provinz Settsu und wurde so mächtig, dass Shōgun Yoshitane entschied, das Amt des Kanryō an Hatakeyama Tanenaga (畠山 稙長; 1504–1545) zu geben. Takakuni wehrte sich gegen den Shōgun, den er immer respektiert hatte, brachte ihn dazu, nach Awaji zu fliehen und ersetzte ihn 1521 als Shōgun durch Yoshiharu, einen Sohn Yoshizumis.
1527 griffen Miyoshi Motonaga (三好 元長, 1501–1532) und Harumoto, Sumimotos Sohn, Kyōto an. Takakuni ging wieder nach Ōmi und bat die Sasaki und die Asakura um Hilfe und marschierte in Kyōto ein. Als jedoch vier Jahre später Motonaga und Harumoto ihn wieder angriffen, wurde er bei Amagasaki und bei Tennōji geschlagen. Er floh nach Awa, wurde aber auf der Flucht getötet.